# David P. Jenkins
Pour les articles homonymes, voir David Jenkins et Jenkins.
David P. Jenkins, né le 25 août 1823 à Mount Pleasant (Ohio) et mort le 30 mars 1915 à Spokane (Washington), est un avocat, officier, homme d'affaires et philanthrope américain.

## Biographie
David P. Jenkins est né dans une ferme près de Mount Pleasant en Ohio de parents quakers orthodoxes,. Il fait ses études au séminaire Quaker local et au lycée de Mount Pleasant puis étudie le droit à Cincinnati et réussit son examen au barreau. Il s'installe à LaSalle dans l'Illinois, où il établit une pratique juridique prospère. Connaissance d'Abraham Lincoln lui aussi avocat dans l'Illinois, durant la guerre civile américaine, il s'engage dans l'armée de l'Union sous les ordres des généraux Ulysses S. Grant, John Pope, William Tecumseh Sherman et Ambrose Burnside dans le Western Theatre. Major au 1st Illinois Cavalry, il prend part à une bataille près de Lexington (Missouri), aide à négocier la reddition des forces fédérales en septembre 1861 et devient ainsi prisonnier de guerre.
Échangé en novembre, il retourne dans les rangs et commande deux compagnies de cavalerie à Bird's Point de décembre jusqu'au printemps 1862. Puis, il reçoit le commandement d'un bataillon du 1st Illinois Cavalry dans le sud du Missouri, où des hommes protégent les lignes de ravitaillement de l'armée du général Samuel Curtis opérant dans l'Arkansas. Au milieu de l'année 1863, Jenkins est nommé lieutenant-colonel puis colonel du 14th Illinois Cavalry (en), un régiment qu'il aide à recruter et à entraîner.
Après la guerre, il s'installe dans le territoire de Washington, fonde un cabinet d'avocats à Seattle en 1874 et devient procureur de la ville en 1876. En 1879, il s'installe à Spokane, où il se lie d'amitié avec le chef Spokane Garry (en) et avec le chef Joseph qu'il admire pour leur honnêteté et leur intégrité. Jenkins garde même une photographie du chef Joseph sur son manteau.

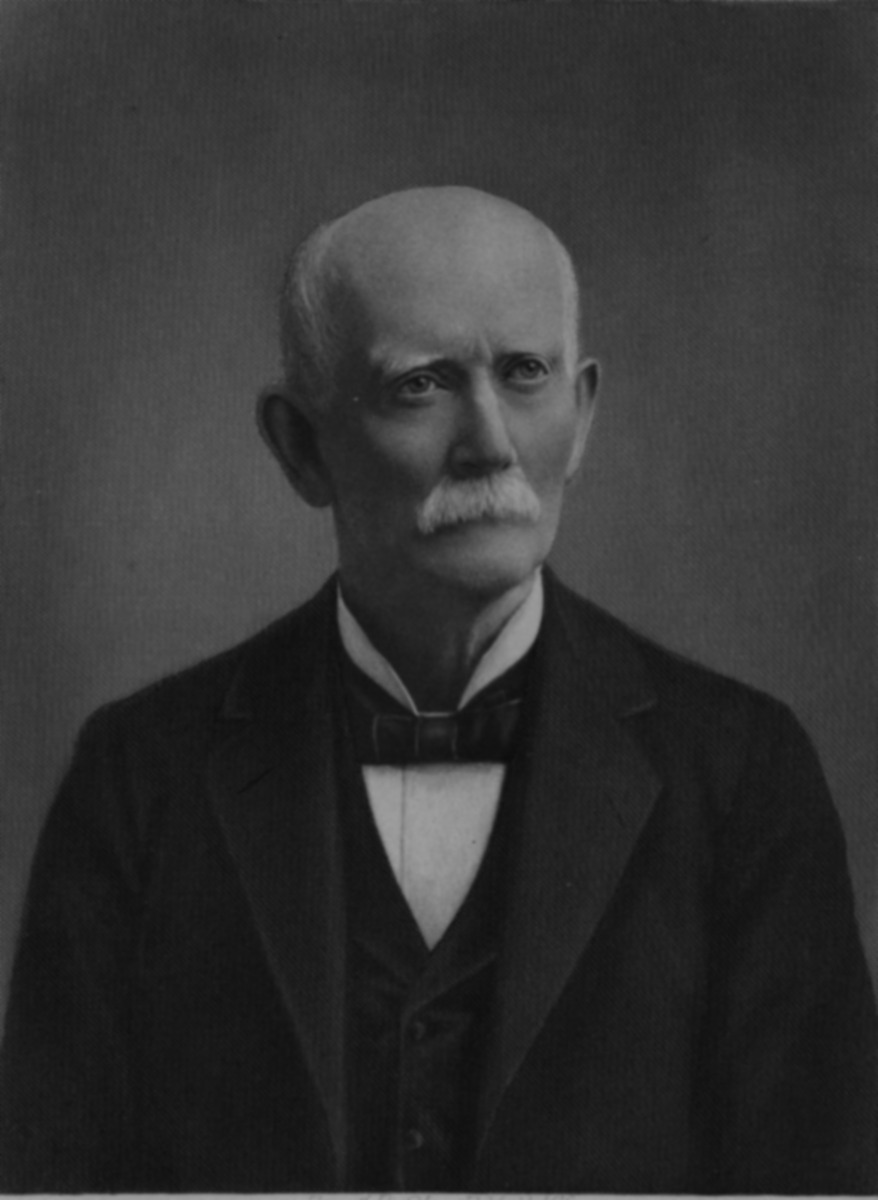
David P. Jenkins en 1890

Jenkins fait don d'une partie de sa ferme et de 5 000 $ pour un terrain et un capital pour construire le palais de justice du comté de Spokane. Sa fille, Emma Rue, fait don de la partie est de leur ferme à la ville pour le Coliseum (aujourd'hui Spokane Veterans Memorial Arena).
Fervent partisan de l'éducation, il tente à deux reprises de financer la première université de Spokane, projet qui échoue à cause de la panique économique de 1893. Préoccupé par les jeunes hommes qui doivent renoncer à l'enseignement supérieur pour travailler et subvenir à leurs besoins et à ceux de leur famille, il crée une fiducie de 50 000 $ pour financer la première école professionnelle pour adultes de Spokane, située et dirigée par le Young Men's Christian Association (YMCA). L'Institut prospére et atteignait son apogée au moment où la Première Guerre mondiale a éclaté.
Jenkins prend sa retraite à Chewelah où il fait don de son terrain et d'un capital pour construire le lycée Jenkins en 1910. Aimant les animaux, il achète aussi un terrain à Chewelah pour abriter ses nombreux animaux de compagnie, y compris des cerfs domestiques. Il fait aussi don d'un terrain à Spokane pour établir l'Humane Society (en) qui y est encore.
Il meurt au domicile de sa fille à Spokane le 30 mars 1915.